# Yellow Laughter
Albums de Orchestre rouge
More Passion Fodder
(1983)
Yellow Laughter est le premier album du groupe de rock alternatif franco-américain Orchestre rouge, publié en 1982 sur le label RCA Records. L'album a été réédité en 18 juin 2007 sur un double album avec More Passion Fodder.
Cet album fait partie des 123 albums essentiels retenus par Philippe Manœuvre dans Philippe Manœuvre présente : Rock français, de Johnny à BB Brunes, 123 albums essentiels.

## Liste des titres de l'album
| No | Titre                                       | Durée |
| -- | ------------------------------------------- | ----- |
| 1. | Soon Come Violence                          |       |
| 2. | Je cherche une drogue (qui ne fait pas mal) |       |
| 3. | Soft Kiss                                   |       |
| 4. | Red Orange Blue                             |       |
| 5. | Hole In His Thigh                           |       |
| 6. | The Consul                                  |       |
| 7. | Speakerine                                  |       |
| 8. | Slugs                                       |       |
| 9. | Crows                                       |       |

## Musiciens ayant participé à l'album
- Theo Hakola - chant, guitare
- Pierre Colombeau - guitare
- Denis Goulag - guitare
- Pascal des A - basse
- Pascal Normal